# Slag bij Toulouse (721)
De Slag bij Toulouse was een veldslag tussen het Frankische leger geleid door graaf Odo van Aquitanië en een Omajjadaans leger dat de stad Toulouse belegerde. Het Omajjadaanse leger werd geleid door de wāli (gouverneur) van Al-Andalus, Al-Samh ibn Malik al-Khawlani. De slag werd gewonnen door de Franken, die daarmee verhinderden dat de Omajjaden de controle verkregen over Aquitanië.

## De slag
Al-Khawlani, bracht een sterk leger op de been om Aquitanië te veroveren, een groot hertogdom in het zuidwesten van het huidige Frankrijk. In die tijd stond het in naam onder de controle van de Franken, maar in werkelijkheid was het graafschap vrijwel onafhankelijk en werd geleid door de hertogen van Aquitanië. Al-Khawlani belegerde Toulouse, de belangrijkste stad van Aquitanië, terwijl Odo van Aquitanië hulp zocht om de belegering op te heffen. Drie maanden later keerde hij terug, vlak voordat de stad zich wilde overgeven. Op 9 juni 721 viel hij aan.
De overwinning had Odo vooral te danken aan zijn schijnterugtrekking, waardoor het leger van Al-Khawlani te veel zelfvertrouwen kreeg. In plaats van de verdediging op orde te houden, brak het leger uit formatie. Toen Odo terugkeerde kon hij een verrassingsaanval uitvoeren die het kwetsbare leger uiteen sloeg. Al-Khawlani wist met een deel van zijn leger te ontkomen, maar stierf niet veel later, waarna Anbasa ibn Suhaym Al-Kalbi (721-725) gouverneur werd.